# Wig Out at Jagbags
Wig Out at Jagbags es el sexto álbum de estudio de Stephen Malkmus and the Jicks. Fue lanzado el 7 de enero de 2014 por Matador Records.

## Respuesta de la crítica
Tras el lanzamiento inicial, el álbum recibió reseñas generalmente positivas, consiguiendo una calificación agregada de 74 sobre 100 en Metacritic. Según Jeff Rosenstock, de Alternative Press, a pesar de "patinar sin miedo por todo el panorama de la música rock estadounidense podría llevar a las bandas mas pequeñas a un disco desconectado y confuso", el álbum "esta lleno de mucha vida y melodía que se alza como una alternativa refrescante al estado cada vez mas homogéneo del indie rock."

## Lista de canciones
1. "Planetary Motion" - 3:05
2. "The Janitor Revealed" - 3:36
3. "Lariat" - 3:06
4. "Houston Hades" - 4:47
5. "Shibboleth" - 2:45
6. "J Smoov" - 5:07
7. "Rumble at the Rainbo" - 1:42
8. "Chartjunk" - 3:50
9. "Independence Street" - 3:01
10. "Scattegories" - 1:54
11. "Cinnamon and Lesbians" - 3:02
12. "Surreal Teenagers" - 5:39